# 田口晃
田口 晃（たぐち あきら、1944年 - ）は、日本の政治学者。専門は西洋史・政治学で、特にヨーロッパ政治史（主にオランダ，ベルギー，スイス，オーストリアとその主要都市の政治史及び政治構造の比較）を研究。北海道大学名誉教授。新潟県中魚沼郡十日町生まれ。

## 来歴
- 1971年 東京大学経済学部卒業
- 1973年 東京大学法学部卒業
- 1975年 東京大学大学院法学政治学研究科修士課程修了
- 1977年 東京大学大学院法学政治学研究科博士課程中退
- 1977年 北海道大学法学部助教授（ヨーロッパ政治史を担当）
- 1987年 北海道大学法学部教授
- 2000年 北海道大学大学院法学研究科教授
- 2002年 北海道大学大学院法学研究科附属高等法政教育研究センター教授
- 2005年 北海学園大学法学部教授・同大学院法学研究科教授（比較政治学を担当）
- 2014年 北海学園大学定年退職。北海学園大学開発研究所特別研究員

この他、放送大学客員教授を務めた。また、1995年より特定非営利活動法人NPO推進北海道会議代表理事も務めている。

## 人物
1991年湾岸戦争による避難民の移送のために北海道内の大学教員の有志と共にピースプレーン91を結成し、代表を務めた。また、北海道内でのNPOの設立促進のため1995年5月17日にNPO推進北海道会議の設立にかかわった。

## 著書

### 単著
- 『西欧都市の政治史――都市政治の可能性を求めて』（放送大学教育振興会, 1997年）
- 『ヨーロッパ政治史――冷戦からEUへ』（放送大学教育振興会, 2001年）
- 『ウィーン――都市の近代』（岩波書店［岩波新書］, 2008年）

### 共著
- （矢田俊隆）『オーストリア・スイス現代史』（山川出版社, 1984年）
- （北海道大学放送教育委員会編）『身近な政治』（北海道大学図書刊行会, 1991年）
- （森田安一）編『岐路に立つスイス』（分担執筆, 刀水書房, 2001年）
- （辻康夫）, （松浦正孝）, （宮本太郎）編『政治学のエッセンシャルズ : 視点と争点』（分担執筆, 北海道大学出版会, 2008年）
- （若松隆）, （山田徹）編『ヨーロッパ分権改革の新潮流 : 地域主義と補完性原理』（分担執筆, 中央大学出版部, 2008年）
- （若尾祐司）, （本田宏）編『反核から脱原発へ　ドイツとヨーロッパ諸国の選択』（分担執筆, 昭和堂, 2012年）

### 共編著
- （土倉莞爾）『キリスト教民主主義と西ヨーロッパ政治』(木鐸社, 2008年)

### 訳書
- ジャック・ル・リデー 板橋拓己と共訳『中欧論――帝国からEUへ』（白水社［文庫クセジュ］, 2004年）

ほか多数

## 門下生
- 本田宏 - 北海学園大学教授
- 川嶋周一 - 明治大学教授
- 板橋拓己(修士課程のみ) - 成蹊大学教授
- 福田宏 - 成城大学准教授